# Argentina Open 2020 - Doppio
Máximo González e Horacio Zeballos erano i detentori del titolo, ma non hanno partecipato insieme a questa edizione del torneo. González ha fatto coppia con Fabrice Martin, perdendo al primo turno contro Pablo Andújar e Pedro Martínez. Zeballos ha fatto coppia con Marcel Granollers, vincendo il titolo contro Guillermo Durán e Juan Ignacio Londero con il punteggio di 6-4, 5-7, [18-16].

## Teste di serie
1. Marcel Granollers /  Horacio Zeballos (campioni)
2. Máximo González /  Fabrice Martin (primo turno)

1. Sander Gillé /  Joran Vliegen (semifinale)
2. Marcelo Demoliner /  Matwé Middelkoop (semifinale)

## Wildcard
1. Andrea Collarini /  Federico Coria (primo turno)

1. Facundo Díaz Acosta /  Carlos Taberner (primo turno)

## Riserve
1. Pablo Andújar /  Pedro Martínez (quarti di finale, ritirati)

## Tabellone

### Legenda
| - Q = Qualificato - WC = Wild card - LL = Lucky loser | - ALT = Alternate - SE = Special Exempt - PR = Protected Ranking | - w/o = Walkover - r = Ritirato - d = Squalificato |

|  | Primo turno         | Primo turno                  | Primo turno                  | Primo turno | Primo turno |  |  | Quarti di finale | Quarti di finale         | Quarti di finale         | Quarti di finale         | Quarti di finale         |   |   | Semifinali | Semifinali              | Semifinali              | Semifinali         | Semifinali |   |      | Finale | Finale | Finale | Finale | Finale |  |
|  |                     |                              |                              |             |             |  |  |                  |                          |                          |                          |                          |   |   |            |                         |                         |                    |            |   |      |        |        |        |        |        |  |
|  | 1                   | M Granollers H Zeballos      | M Granollers H Zeballos      | 7           | 7           |  |  |                  |                          |                          |                          |                          |   |   |            |                         |                         |                    |            |   |      |        |        |        |        |        |  |
|  |                     | A Behar G Escobar            | A Behar G Escobar            | 6(3)        | 5           |  |  | 1                | M Granollers H Zeballos  | M Granollers H Zeballos  | 6                        | 6                        |   |   |            |                         |                         |                    |            |   |      |        |        |        |        |        |  |
|  |                     | T Monteiro F Romboli         | 6                            | 3           | [10]        |  |  |                  | T Monteiro F Romboli     | T Monteiro F Romboli     | 3                        | 2                        |   |   |            |                         |                         |                    |            |   |      |        |        |        |        |        |  |
|  | WC                  | F Díaz Acosta C Taberner     | 3                            | 6           | [5]         |  |  |                  |                          |                          |                          |                          |   |   | 1          | M Granollers H Zeballos | M Granollers H Zeballos | 6                  | 7          |   |      |        |        |        |        |        |  |
|  | 4                   | M Demoliner M Middelkoop     | M Demoliner M Middelkoop     | 6           | 6           |  |  |                  |                          | 4                        | M Demoliner M Middelkoop | M Demoliner M Middelkoop | 2 | 5 |            |                         |                         |                    |            |   |      |        |        |        |        |        |  |
|  |                     | M Cecchinato A Ramos Viñolas | M Cecchinato A Ramos Viñolas | 4           | 4           |  |  | 4                | M Demoliner M Middelkoop | M Demoliner M Middelkoop | 6                        | 6                        |   |   |            |                         |                         |                    |            |   |      |        |        |        |        |        |  |
|  | F Bagnis F Delbonis | F Bagnis F Delbonis          | F Bagnis F Delbonis          | 5           | 3           |  |  |                  | J Munar C Ruud           | J Munar C Ruud           | 3                        | 4                        |   |   |            |                         |                         |                    |            |   |      |        |        |        |        |        |  |
|  | J Munar C Ruud      | J Munar C Ruud               | J Munar C Ruud               | 7           | 6           |  |  |                  |                          |                          |                          |                          |   |   | 1          | M Granollers H Zeballos | 6                       | 5                  | [18]       |   |      |        |        |        |        |        |  |
|  | P Cuevas H Dellien  | P Cuevas H Dellien           | P Cuevas H Dellien           | 6           | 6           |  |  |                  |                          |                          |                          |                          |   |   |            |                         |                         | G Durán JI Londero | 4          | 7 | [16] |        |        |        |        |        |  |
|  | L Mayer A Molteni   | L Mayer A Molteni            | L Mayer A Molteni            | 4           | 4           |  |  |                  | P Cuevas H Dellien       | P Cuevas H Dellien       | P Cuevas H Dellien       |                          |   |   |            |                         |                         |                    |            |   |      |        |        |        |        |        |  |
|  | WC                  | A Collarini F Coria          | 6                            | 1           | [2]         |  |  | 3                | S Gillé J Vliegen        | S Gillé J Vliegen        | S Gillé J Vliegen        | w/o                      |   |   |            |                         |                         |                    |            |   |      |        |        |        |        |        |  |
|  | 3                   | S Gillé J Vliegen            | 4                            | 6           | [10]        |  |  |                  |                          |                          |                          |                          |   |   | 3          | S Gillé J Vliegen       | S Gillé J Vliegen       | 6(4)               | 4          |   |      |        |        |        |        |        |  |
|  | G Durán JI Londero  | G Durán JI Londero           | G Durán JI Londero           | 7           | 6           |  |  |                  |                          |                          | G Durán JI Londero       | G Durán JI Londero       | 7 | 6 |            |                         |                         |                    |            |   |      |        |        |        |        |        |  |
|  | S Caruso L Sonego   | S Caruso L Sonego            | S Caruso L Sonego            | 5           | 4           |  |  |                  | G Durán JI Londero       | G Durán JI Londero       | G Durán JI Londero       | w/o                      |   |   |            |                         |                         |                    |            |   |      |        |        |        |        |        |  |
|  | ALT                 | P Andújar P Martínez         | P Andújar P Martínez         | 6           | 6           |  |  | ALT              | P Andújar P Martínez     | P Andújar P Martínez     | P Andújar P Martínez     |                          |   |   |            |                         |                         |                    |            |   |      |        |        |        |        |        |  |
|  | 2                   | M González F Martin          | M González F Martin          | 3           | 1           |  |  |                  |                          |                          |                          |                          |   |   |            |                         |                         |                    |            |   |      |        |        |        |        |        |  |